# Al Ittihad Alexandria SC (basket-ball)
Maillots
Al Ittihad Alexandria SC est un club égyptien de basket-ball basé à Alexandrie. Fondé en 1914, l'équipe évolue dans le championnat d'Égypte de basket-ball.
Largement considérée comme la plus grande puissance du basketball égyptien, elle a remporté 16 championnats de d'Égypte, 14 Coupes d'Égypte et 3 Supercoupes (un record). En compétitions continentales et internationales, Al Ittihad a remporté la coupe d'Afrique des clubs champions en 1987, son seul titre continental africain. L'équipe a également remporté le coupe arabe des clubs champions à sept reprises, un record.
L'équipe joue ses matchs à domicile au Salle Kamal Shalaby. Al Ittihad est surnommé Sayed El Balad (Les Maîtres du Pays).

## Palmarès
- Championnat d'Égypte
  - Champion (14) : 1979, 1982, 1983, 1984, 1986, 1987, 1990, 1992, 1995, 1999, 2009, 2010, 2020, 2024
- Coupe d'Égypte
  - Vainqueur (14) : 1976, 1978, 1982 ,1983, 1984, 1985, 1986, 1987, 1989, 2010, 2012, 2020, 2021, 2024
- Supercoupe d'Égypte
  - Vainqueur (4) : 2020, 2021, 2022, 2024
- Coupe d'Afrique des clubs champions
  - Vainqueur (1) : 1987
  - Finaliste (1): 1996
- Coupe arabe des clubs champions
  - Vainqueur (7) : 1987, 1991, 1994, 1996, 2002, 2018, 2019